# 一人分の愛feat.戎三穂
「一人分の愛feat.戎三穂」（ひとりぶんのあいフィーチャリングえびすみほ）は、日本のロックバンド・KELUNの3作目のシングル。

## 解説
- 2ndシングル「CHU-BURA」から11ヵ月ぶりとなるシングルである。
- 今回のシングルはLil'BのAILAが作詞をしてる。「一人分の愛feat.戎三穂」には戎三穂が参加している。

## 収録曲
1. 一人分の愛feat.戎三穂
作詞：AILA 作曲：Ryosuke Kojima 編曲：黒光雄輝
2. 言葉をさがすよりも
作詞/作曲/編曲：Ryosuke
3. いつだって
作詞/作曲/編曲：Ryosuke Kojima
4. 一人分の愛feat.戎三穂-Instrumental-